# Nicolás Linares Navarro
Nicolás Linares Navarro (Adra, 22 de julio de 1934-Almería, 24 de diciembre de 1995).
Diputado en la I legislatura del Parlamento de Andalucía. Presidente de la Federación Nacional de Cofradías de Pesca. Presidente de la Interfederativa Andaluza de Cofradías de Pesca. Patrón Mayor de la Cofradía de Pescadores de Adra (Almería).

## Biografía
Nació en la localidad almeriense de Adra, hijo primogénito del empresario Nicolás Linares Martín y de su esposa Enriqueta Navarro Bravezo.
En la Escuela de Pescadores, creada por su padre durante su mandato como Patrón Mayor de la Cofradía de Pescadores, inicia sus estudios primarios. Tiene como profesor a Don Juan Fernández Sanz, que años después se convertirá en su gran ayuda durante sus años como Presidente de la Cofradía de Pescadores.
Estudió bachillerato en Granada, en el Colegio Ave María.
Contrajo matrimonio el 28 de septiembre de 1958 en Las Palmas de Gran Canaria con Mercedes Fernández Gutiérrez (1936), siendo padres de dos hijos: Nicolás (1961) y Juan Francisco (1962).

## Actividad Empresarial
Finalizados sus estudios comienza a trabajar en la empresa familiar de exportación de pescado. Como armador, junto a su padre y hermano Andrés, amplia la flota pesquera con nuevas embarcaciones: Mulhacen (traiña 1952), Veleta (traiña 1965), El Paquito (traiña 1967), Virgen de Lidón (traiña 1968), Andresín (traiña 1973), Monte del Carmen (traiña 1977), Nueva Luz del Alba (traiña 1978), Ricomar (arrastre 1982), Beatriz y Paula (1983), Nuevo Mulhacen (atunero 1985), Ciclope IV (Pesca coral 1988) y Cotê de Nacreé (barco nodriza del submarino Neree 201, 1990)
Fundaría con su hermano Andrés la empresa "Hermanos Linares, S.L.", dedicada a diferentes actividades relacionadas con la pesca, entre ellas la industria artesanal de salazones.
También haría incursiones en otros sectores como la agricultura y la construcción de viviendas.
Durante las investigaciones que realizó el Instituto Español de Oceanografía, en 1982, colaboró con sus embarcaciones en la prospección del fondo marino de la Isla de Alborán.
Funda la empresa "Pescalina S.L." dedicada a la extracción selectiva de coral rojo en aguas de Alborán, siendo la primera empresa en España dedicada a la joyería de coral.
Junto con su hermano conseguirán los permisos para instalar la primera piscifactoría de Almería, aunque su enfermedad no le permitió finalizar el proyecto, que si lograría hacer su hermano.

## Actividad en Organismos Pesqueros
Sería elegido en la década de los 60 como Patrón Mayor de la Cofradía de Pescadores de Adra, siendo el sucesor de su propio padre, ostentaría el cargo hasta el año 1984. También sería Presidente de la Federación Provincial de Cofradías de Pesca de Almería desde su fundación hasta 1974.
El Gabinete de Estudios de Pesca Mediterránea lo nombraría asesor técnico en 1965, especialmente para asuntos relacionados con la pesca en Marruecos y Argelia.
En 1977 se constituye la Federación Nacional de Cofradías, siendo elegido como su Presidente hasta 1987. En 1983 será nombrado Presidente de la Interfederativa Andaluza de Cofradías.
Consciente de la necesidad de la pesca responsable y sostenible, apoya desde su puesto la creación, en 1980, del FROM (Fondo de Regulación y Organización del Mercado de los Productos de la Pesca y Cultivos Marinos). Este organismo llevaría a cabo campañas en defensa de determinadas especies marinas, mejillones... llevando a cabo algunas campañas tan exitosas como recordadas como: "Pezqueñines, no gracias".

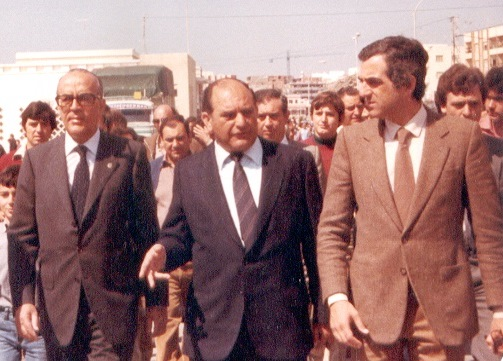
Nicolás Linares con el presidente del Gobierno de España, Leopoldo Calvo-Sotelo, y Luis Merino Bayona, candidato a la Presidencia de la Junta de Andalucía.

## Actividad Política
Interesado en la vida política, durante 14 años será Concejal del Ayuntamiento de Adra y en 1982 se presenta a las elecciones para la I legislatura del Parlamento de Andalucía por UCD, siendo elegido diputado.
Tras la desaparición de UCD se integrará en el grupo mixto del parlamento. En 1984 es elegido Presidente Provincial del PDP (Partido Demócrata Popular).
Su retirada del mundo de la política se debió a las limitaciones de su enfermedad coronaria.

## Vida personal
Aficionado al ajedrez, la caza y pesca deportiva, también fue socio fundador del Real Club Náutico de Adra.
Hombre de arraigadas convicciones católicas, perteneció al Movimiento Familiar Cristiano de Adra y fue miembro supernumerario del Opus Dei. Con solo 22 años fue hermano fundador de la Cofradía del Stmo. Cristo de la Expiración y María Stma. de los Dolores de Adra.

## Condecoraciones
Cruz de Oficial de la Orden del Mérito Civil (1972), por los servicios prestados al sector pesquero.